# Peso (Einheit)
Der Peso war ein Gewichtsmaß und Handelsgewicht im Kirchenstaat. 
- 1 Peso = 25 Libbre = 9046,25 Gramm
- 1 Libbra/Pfund = 12 Once/Unzen = 192 Ferlini = 1920 Carati = 7680 Grani/Granna = 361,85 Gramm

Die Maßkette der Libbra war beim Gold- und Silbergewicht, dem ehemaligen Münzgewicht (361,85 Gramm), Medizinalgewicht (325,6655 Gramm) und Juwelengewicht (369,126 Gramm) von dieser hier abweichend und die Gewichte differierten auch.